# Телевизијска сезона
Сезона (енгл. seasons) је израз који у телевизијској терминологији има два основна значења. 
Први, и најшири, означава временски период – који обично одговара једном или више годишњих доба, а које карактерише специфичан телевизијски програм, односно садржај и распоред њиховог емитовања од стране одређене телевизијске станице или мреже. У већини земаља на телевизији постоје двије основне сезоне – редовна (која укључује јесен, зиму и прољеће) те љетна; за потоњу се у бившој Југославији усталио назив љетна схема телевизијског програма који се обично користи.
Друго значење се везује за телевизијске серије, односно означава групу епизода предвиђених за емитовање током једне редовне телевизијске сезоне. Већина телевизијских серија се обично дијели на различите сезоне чије емитовање почиње на јесен, а завршава на прољеће. У Сједињеним Државама једна сезона традиционално има између 20 и 26 епизода које се емитују сваке недеље. У Великој Британији су сезоне обично краће, и обично садрже 6 епизода; понекад се за њих користи израз серијал (енгл. series).